# Нестор Альмендрос
Не́стор Альмендро́с Ґуя́с, A.S.C. (ісп. Néstor Almendros Cuyás; 30 жовтня 1930, Барселона, Іспанія — 4 березня, 1992, Нью-Йорк, США) — кінооператор і режисер-документаліст іспанського походження.

## Життєпис та кар'єра
Нестор Альмедрос народився 30 жовтня 1930 року в Барселоні, Іспанія, в сім'ї шкільних учителів. У 1948 році Альмедрос переїхав до Гавани, Куба, щоб приєднатися до свого батька, республіканського лояліста, який виїхав з Іспанії після закінчення громадянської війни у 1939 році. На Кубі Альмедрос зняв кілька аматорських фільмів на 8-мм та 16-мм плівках. У 1949 році став співзасновником першого кубинського кіноклубу та кіноархіву.
У 1955 році Нестор Альмедрос закінчив факультет філософії та літератури Гаванського університету, навчався кіноремеслу в Нью-йоркському коледжі в США (1955-56), з 1956 продовжив навчання в Експериментальному кіноцентрі в Римі. Після перемоги Кубинської революції повернувся в 1959 році на Кубу, зняв кілька документальних фільмів для Кубинського інституту кіномистецтва та кінопромисловості (ІКАІК).
У 1962 році Альмедрос переїхав до Франції, де згодом став одним з провідних операторів французького кіно. Зняв фільми режисерів: Е. Ромера — «Збирачка» (1967), «Моя ніч у Мод» (1969), «Коліно Клер» (1970), «Парсіфаль Уельський» (1978); Франсуа Трюффо — «Дика дитина», «Сімейне вогнище» (обоє в 1970), «Історія Аделі Г» (1975), «Останнє метро» (1980; кінопремія «Сезар») та ін. Працював також у США з Т. Маліком, А. Пакулою, Р. Бентоном, М. Скорсезе та ін.
Художнім тріумфом Нестора Альмендроса став фільм Терренса Маліка «Дні жнив» (1978), що знімався в короткий 20-хвилинний проміжок «золотого світла», яке безпосередньо передує заходу (т. зв. золота година). За операторську майстерність у цій стрічці Альмедрос був відзначений кінопремію «Оскар» 1979 року.
Альмендрос був гомосексуалом та активним правозахисником. Він зняв документальні фільми про режим Кастро «Негідна поведінка» і «Ніхто не чув» (обоє — 1984). З кінця 1970-х став втрачати зір, над останнім фільмом працював вже наосліп.
Нестор Альмедрос помер 4 березня 1992 року в Нью-Йорку від лімфоми, спричиненої СНІДом.
У США заснована премія Альмендроса за найкращий фільм про боротьбу за права людини, в Італії — премія його імені молодим кінооператорам.

## Фільмографія
- 1960 : Люди на пляжі / Gente en la playa
- 1964 : Надя в Парижі / Nadja à Paris к/м
- 1965 : Париж очима шести / Paris vu par…
- 1966 : Збирачка / La collectionneuse
- 1966 : Сучасна студентка / Une étudiante d'aujourd'hui к/м
- 1968 : Божевільні гонщики / The Wild Racers
- 1969 : Моя ніч у Мод / Ma nuit chez Maud
- 1969 : Ще / More
- 1969 : Гарматний Бігун / The Gun Runner
- 1970 : Дикий Мауглі / L' Enfant sauvage
- 1970 : Сімейне вогнище / Domicile conjugal
- 1970 : Коліно Клер / Le genou de Claire
- 1970 : Педді / Paddy
- 1971 : Дві англійки і континент / Les deux Anglaises et le continent
- 1971 : Макіяж / Maquillages … короткометражка
- 1971 : Свинина з солодкою картоплею / Le cochon aux patates douces к/м
- 1971 : Сінг-Сінг / Sing Sing … короткометражка
- 1972 : Долина / La vallée
- 1972 : Кохання пополудні / L'amour l'après-midi
- 1973 : Рідкісний птах / L'oiseau rare
- 1973 : Рудиголова / Poil de carotte
- 1974 : Відкрита паща / La gueule ouverte
- 1974 : Генерал Іді Амін Дада: Автопортрет / Général Idi Amin Dada: Autoportrait
- 1974 : Жінки на сонці / Femmes au soleil
- 1974 : Мої маленькі закохані / Mes petites amoureuses
- 1974 : Бійцівський півень / Cockfighter
- 1975 : Коханка-хазяйка / Maîtresse
- 1975 : Історія Аделі Г. / L'histoire d'Adèle H.
- 1976 : Маркіза фон О / Die Marquise von O…
- 1976 : Джентльмен бродяга / The Gentleman Tramp
- 1976 : Дні безперервно серед дерев / Des journées entières dans les arbres
- 1977 : Чоловік, який любив жінок / L'homme qui aimait les femmes
- 1977 : Зміна статі / Cambio de sexo
- 1977 : Усе життя попереду / La vie devant soi
- 1977 : Бобур, Центр мистецтв і культури Жоржа Помпіду / Beaubourg, centre d'art et de culture Georges Pompidou
- 1978 : Зелена кімната / La chambre verte
- 1978 : Дні жнив / Days of Heaven
- 1978 : Прямуючи на південь / Goin' South
- 1978 : Парсіфаль Галльський / Perceval le Gallois
- 1978 : Коко, горила, що говорить / Koko, le gorille qui parle
- 1979 : Вислизаюча любов / L'amour en fuite
- 1979 : Крамер проти Крамера / Kramer vs. Kramer
- 1980 : Блакитна лагуна / The Blue Lagoon
- 1980 : Останнє метро / Le dernier métro
- 1982 : У нічній тиші / Still of the Night
- 1982 : Вибір Софії / Sophie's Choice
- 1982 : Поліна на пляжі / Pauline à la plage
- 1983 : Скоріш б неділя / Vivement dimanche!
- 1984 : Місце в серці / Places in the Heart
- 1986 : Ревнощі / Heartburn
- 1987 : Надін / Nadine
- 1988 : Уявіть собі: Джон Леннон / Imagine: John Lennon
- 1989 : Нью-йоркські історії / New York Stories
- 1990 : Зроблено в Мілані / Made in Milan к/м
- 1991 : Біллі Батгейт / Billy Bathgate

Режисер
- 1950 : Щоденна плутанина / Una confusión cotidiana к/м
- 1960 : Ритм Куби / Ritmo de Cuba к/м
- 1960 : Сільські школи / Escuelas rurales
- 1960 : Люди на пляжі / Gente en la playa
- 1984 : Негідна поведінка / Mauvaise conduite
- 1987 : Ніхто не слухав / Nadie escuchaba

## Визнання
| Рік                                  | Категорія                                       | Номінант                      | Результат |
| ------------------------------------ | ----------------------------------------------- | ----------------------------- | --------- |
| Національна спілка кінокритиків США  |                                                 |                               |           |
| 1971                                 | Найкращий оператор                              | Дикий Мауглі та Моя ніч у Мод | Перемога  |
| 1977                                 | Найкращий оператор                              | Маркіза фон О                 | 2-е місце |
| 1979                                 | Найкращий оператор                              | Дні жнив                      | Перемога  |
| 1980                                 | Найкращий оператор                              | Крамер проти Крамера          | 3-є місце |
| Асоціація кінокритиків Лос-Анджелеса |                                                 |                               |           |
| 1978                                 | Найкращий оператор                              | Дні жнив                      | Перемога  |
| Премія «Оскар»                       |                                                 |                               |           |
| 1979                                 | Найкращий оператор                              | Дні жнив                      | Перемога  |
| 1980                                 | Найкращий оператор                              | Крамер проти Крамера          | Номінація |
| 1981                                 | Найкращий оператор                              | Блакитна лагуна               | Номінація |
| 1983                                 | Найкращий оператор                              | Вибір Софії                   | Номінація |
| Премія «Сезар»                       |                                                 |                               |           |
| 1979                                 | Найкраща операторська робота                    | Зелена кімната                | Номінація |
| 1980                                 | Найкраща операторська робота                    | Парсіфаль Галльський          | Номінація |
| 1981                                 | Найкраща операторська робота                    | Останнє метро                 | Перемога  |
| Британське товариство кінооператорів |                                                 |                               |           |
| 1979                                 | Найкращий оператор                              | Дні жнив                      | Номінація |
| Спільнота кінокритиків Нью-Йорка     |                                                 |                               |           |
| 1982                                 | Найкращий оператор                              | Вибір Софії                   | Перемога  |
| 1984                                 | Найкращий оператор                              | Місце в серці                 | 2-е місце |
| ЛГБТ-кінофестиваль у Сан-Франциско   |                                                 |                               |           |
| 1984                                 | Приз глядачів за найкращий документальний фільм | Негідна поведінка             | Перемога  |
| Міжнародна асоціація документалістів |                                                 |                               |           |
| 1988                                 | Найкращий документальний фільм                  | Ніхто не слухав               | Перемога  |

## Автобіографія
- Un homme à la caméra. Renens: 5 Continents; Paris: Hatier, 1980 (англ.: A Man with a Camera. New York: Farrar, Straus, Giroux, 1984)
- Альмендрос Н. Несколько общих наблюдений. Глава из книги «Человек с кинокамерой»// Киноведческие записки, 2003, № 64, с. 114—123. (рос.)